# Церковь Сурб Саркис (Ереван)
Церковь Сурб Саркис (арм. Սուրբ Սարգիս Մայր Եկեղեցի — Святого Саркиса) — армянская викариальная церковь на левом берегу реки Раздан в районе Кентрон в Ереване, Армения. Она была основана в 1450 году, в нынешнем виде перестроена в 1842 году. Освящена во имя святого Саркиса.

## История
Расположенный в верхней части села Дзорагюх, перед старой Эриванской крепостью на левом берегу реки Раздан, с самого начала христианской эры действовал монастырь-анапат (обитель). Это был обширный комплекс, окружённый высокой крепостной стеной, в состав которого входили церкви Святого Саркиса, святого Геворка и Акопа, здания викариата и школы, сад и другие постройки. Церковь Святого Саркиса была официальной резиденцией Патриарха, тогда как монастырь был патриаршей гостиницей. Церковь Святого Саркиса вместе с монастырём-скитом, была разрушена большим землетрясением 1679 года, но была восстановлена на том же месте во время правления Католикоса Наапета Едесаци (1691—1705).
Нынешнее здание церкви было построено между 1835—1842 годами.
Во время правления Католикоса Вазгена I церковь подверглась основательной реконструкции. Восстановительные работы велись на основе плана, составленного архитектором Рафаэлем Исраеляном в 1972 году. При этом старое здание было в основном сохранено. Фасад был облицован оранжевым туфом из Ани и украшен треугольными нишами. После смерти Исраеляна строительные работы были продолжены его соавтором, архитектором Арцруном Галикяном.
В 1971—1976 годах были отреставрированы интерьеры церкви. Была устроена галерея для хора. Старый купол был заменён на новый более высокий, с многогранным веерообразным шпилем. Строительство колокольни было завершено в 2000 году.
Работы по восстановления церкви Сурб Саркис осуществлялись на средства армянских благотворителей Саркиса Кюркчяна и его сыновей, проживающих в Лондоне. В 2009 году на крыше церкви были установлены солнечные батареи мощностью 2 КВт.